# Mahbubnagar
Mahbubnagar – miasto w Indiach, w stanie Telangana. W 2011 roku liczyło 190 400 mieszkańców.